# Nadzieja dla Pokoju
Nadzieja dla Pokoju – pomnik znajdujący się w libańskim mieście Yarze. Budowla ta powstała, by upamiętnić zakończenie wojny domowej w Libanie z lat 1975–1990. Na pomnik składa się betonowa konstrukcja, w której usadzonych jest 78 pojazdów wojskowych, pochodzących z różnych okresów historycznych. Projektantem jest amerykański artysta francuskiego pochodzenia Arman.

## Opis
Nadzieja dla Pokoju jest budowlą o łącznej masie 5000 ton i wysokości 32 metrów. Integralną częścią konstrukcji jest 78 różnych pojazdów wojskowych, głównie czołgów, artylerii samobieżnej i transporterów opancerzonych. Wśród uzbrojenia zastosowanego przy budowie pomnika wyróżnić można chociażby amerykańskie czołgi M4 Sherman, M47 Patton, radzieckie T-55 czy francuskie AMX-13.